# Bernard Śliwiński

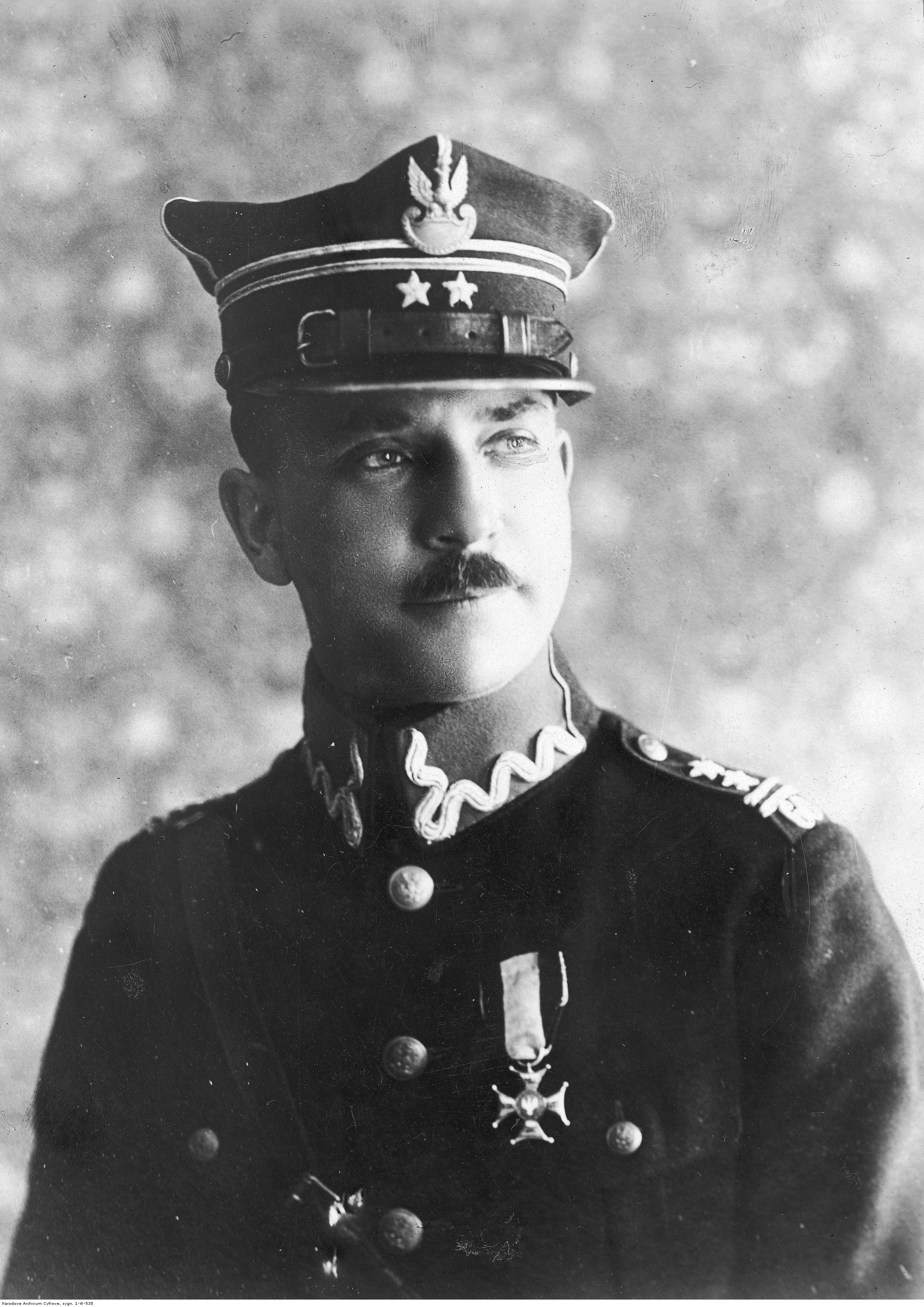
Bernard Śliwiński jako wojskowy

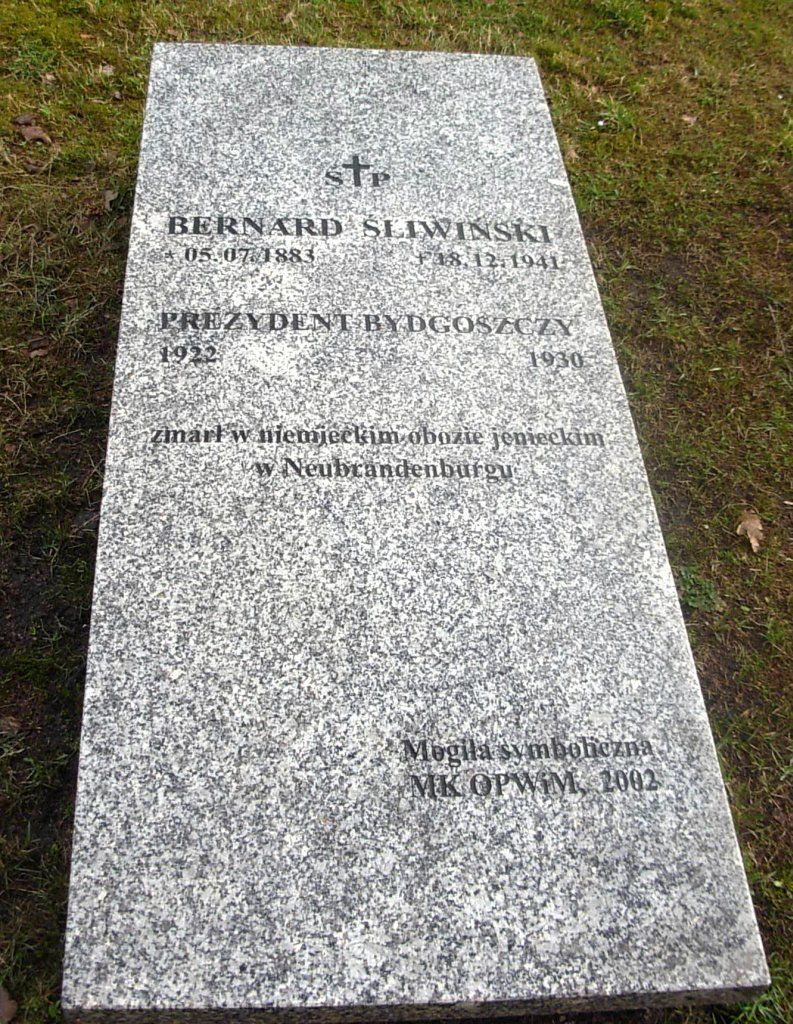
Symboliczny grób Bernarda Śliwińskiego na Cmentarzu Bohaterów Bydgoszczy

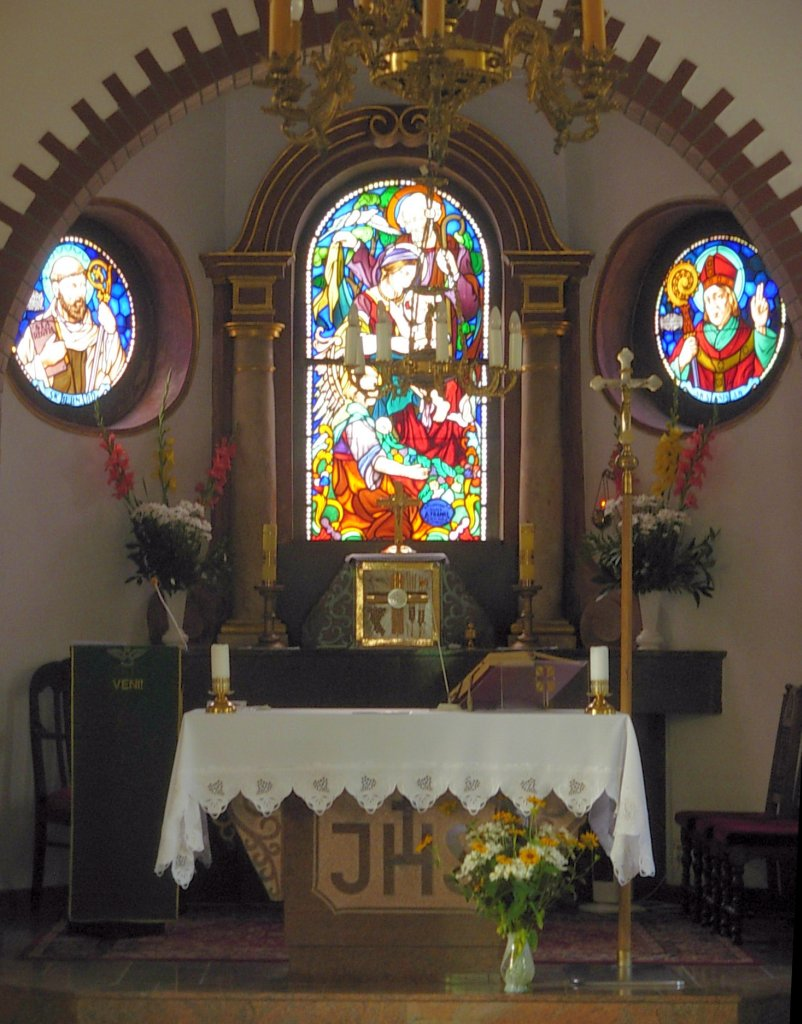
Prezbiterium kościoła św. Stanisława Biskupa i Męczennika w Bydgoszczy z trzema witrażami, po lewej ufundowany przez prezydenta Bernarda Śliwińskiego

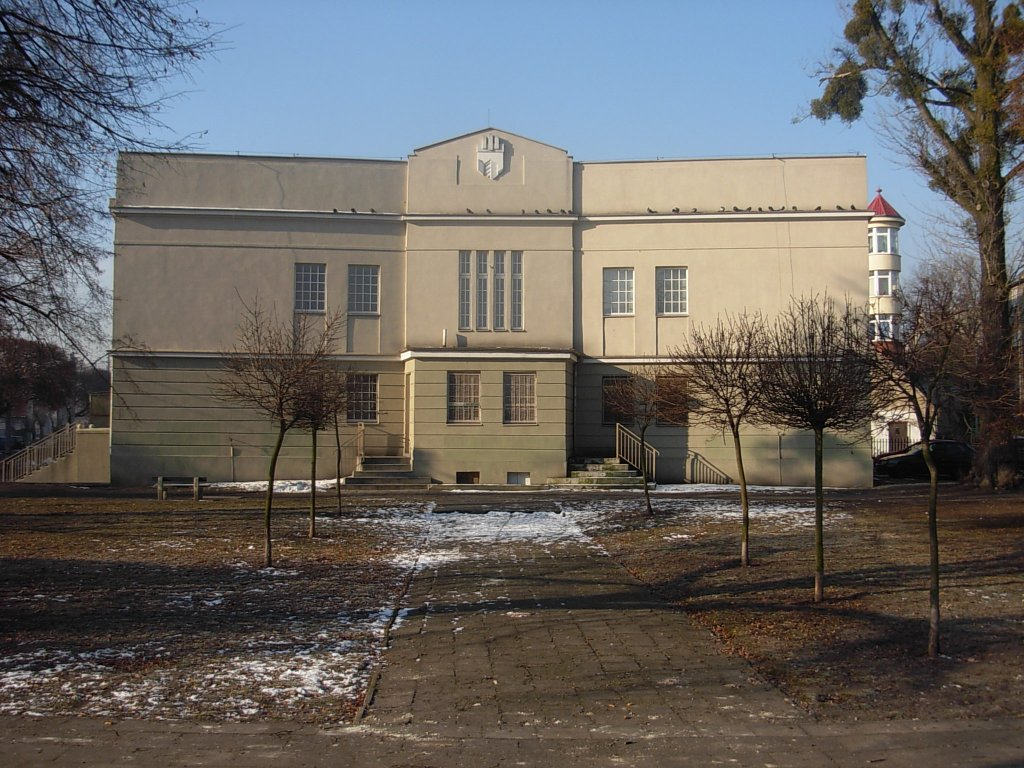
Budynek dawnej łaźni miejskiej, wzniesionej na Szwederowie za kadencji Bernarda Śliwińskiego

Bernard Stanisław Śliwiński (ur. 1883 w Poniecu, zm. 1941 w oflagu w Neubrandenburgu) – polski doktor praw, powstaniec wielkopolski, podpułkownik piechoty Wojska Polskiego, komendant okręgowy Policji Państwowej, prezydent Bydgoszczy, kawaler Orderu Virtuti Militari.

## Życiorys
Urodził się 5 lipca 1883 w Poniecu koło Gostynia w Wielkopolsce. Był synem Romana, mistrza rzeźnickiego i Antoniny z Obecnych. Egzamin dojrzałości zdał w gimnazjum we Wschowie. Był członkiem Towarzystwa Tomasza Zana. Studiował prawo na uniwersytetach w: Berlinie (dwa semestry) i Wrocławiu, gdzie w 1911 uzyskał tytuł doktora praw. W latach 1907–1908 odbył obowiązkową służbę wojskową w armii niemieckiej, którą opuścił w stopniu sierżanta, a w 1912 uzyskał patent podporucznika.
Od 1911 do 1914 pracował w sądownictwie jako referendarz. Po wybuchu I wojny światowej został zmobilizowany do armii niemieckiej. Walczył na froncie zachodnim. W czerwcu 1917 został awansowany do stopnia porucznika.

### Powstaniec wielkopolski
W listopadzie 1918 był świadkiem wydarzeń rewolucyjnych w Berlinie. Zrzucił wtedy mundur niemiecki, wrócił do Wielkopolski i w grudniu 1918 zgłosił się do dyspozycji Naczelnej Rady Ludowej w Poznaniu.
Utrzymywał kontakty z polsko-niemiecką Radą Robotników i Żołnierzy w Poniecu i Powiatową Radą Ludową na powiat gostyński, która w 1919 powierzyła mu „kierownictwo powstania w powiecie”. Spowodował ogłoszenie pospolitego ruszenia w powiecie gostyńskim oraz zorganizował batalion gostyński osłaniający Poniec, zagrożony przez załogi niemieckie w Lesznie i w Rawiczu. W styczniu 1919 został zatwierdzony przez dowództwo w Poznaniu jako dowódca odcinka Leszno. Na początku lutego 1919 przystąpił do formowania 6 pułku Strzelców Wielkopolskich, który wszedł w skład 2 Dywizji Strzelców Wielkopolskich. Na odcinku południowo-zachodnim walczył do 30 lipca 1919. Jesienią 1919 przeszedł z 6 pułkiem Strzelców Wielkopolskich na odcinek zbąszyński, przygotowując się do operacji rewindykacyjnej.
18 grudnia 1919 pułk przesunięto pod Bydgoszcz do rejonu Żnina. 20 stycznia 1920 na czele pułku wkroczył do Bydgoszczy i zajął miasto dla Polski. W następnych dniach zajął Świecie, Koronowo i Tucholę. Na początku lutego 1920 skoncentrował pułk w Koronowie, skąd skierowany został do Bydgoszczy.

### Udział w wojnie polsko-bolszewickiej
8 marca 1920 wyruszył z pułkiem do Brodów w Małopolsce Wschodniej i uczestniczył w działaniach zaczepnych na Ukrainie (kwiecień-maj 1920) oraz w ofensywie na froncie litewsko-białoruskim. Od lipca do października 1920 leczył się w szpitalu w Poznaniu, po czym powrócił do pułku. Miał opinię bardzo dobrego dowódcy, dbającego o żołnierzy i opiekującego się nimi.
Do czasu przejścia do rezerwy (1921) nadal dowodził 6 pułkiem Strzelców Wielkopolskich, a następnie 29 Brygadą Piechoty w Inowrocławiu. Od 4 lutego 1921 do połowy 1922 był komendantem XI Komendy Okręgowej Policji Państwowej w Poznaniu w stopniu inspektora policji.

### Prezydent Bydgoszczy
W styczniu 1922 stanął do rozpisanego przez Radę Miejską konkursu na stanowisko prezydenta Bydgoszczy. 4 maja tego roku Rada Miejska na tajnym posiedzeniu wybrała go prezydentem miasta. 27 lipca został zaprzysiężony i od 1 sierpnia 1922 rozpoczął faktyczne urzędowanie.
Pragnął, aby Bydgoszcz stała się „wielkim miastem, ośrodkiem handlu i przemysłu na kresach zachodnich Polski, mocną twierdzą polskości”. Już w początkach swego urzędowania nasilił zabiegi władz miejskich o przyłączenie Bydgoszczy do województwa pomorskiego i przeniesienia do tego miasta siedziby województwa. Prowadził rokowania w sprawie przeniesienia Dyrekcji Kolei Państwowych w Gdańsku do Bydgoszczy. Starał się zapewnić miastu dobrą komunikację telefoniczną z większymi miastami kraju.
Wspólnie z Izbą Przemysłowo-Handlową w Bydgoszczy podjął akcję mającą na celu niedopuszczenie do pokrzywdzenia miasta przy budowie projektowanego kanału węglowego Śląsk-Gdańsk. Opowiadał się za urządzeniem w Bydgoszczy Targów Drzewnych. Kierowany przez niego magistrat organizował prace dla bezrobotnych, zwalczał rosnącą drożyznę i głód mieszkaniowy. Wykorzystując ożywienie gospodarcze w kraju w latach 1926–1929, zadbał o rozwój budownictwa mieszkaniowego. Oprócz wielu funkcjonalnych mieszkań, w tym również dla robotników (domki robotnicze w osiedlach Ludwikowo i Biedaszkowo), miasto wybudowało dom dla starców przy ul. Grudziądzkiej, łaźnię w osiedlu Szwederowo oraz rozpoczęło budowę dużego szpitala miejskiego.
Dużym osiągnięciem władz miejskich było zbudowanie nowej elektrowni o znacznej mocy. Rozszerzono miejską sieć kanalizacyjną i wodociągową. W okresie jego prezydentury miasto rozrosło się i rozwinęło. Powiększył się majątek komunalny, zrealizowano ważne inwestycje miejskie. Bilans gospodarki za lata 1922-1930 był dla miasta korzystny. W okresie tym Urząd Budownictwa Miejskiego przygotował plan rozbudowy miasta, przewidujący rozrost Bydgoszczy do 600 tys. mieszkańców.
Nie zaniedbywał również spraw oświaty i kultury. Doprowadził do uzyskania przez miejskie szkoły średnie pełnych praw szkół państwowych. W związku z projektem otwarcia politechniki w województwie poznańskim, zabiegał o jej lokalizację w Bydgoszczy. Miasto ofiarowało grunt pod budowę politechniki i zobowiązało się wyasygnować brakujące środki pieniężne. W 1922 wziął na utrzymanie magistratu Teatr Miejski. Czynnie wspierał również poczynania zmierzające do utworzenia w Bydgoszczy Muzeum Miejskiego (powstało w 1923).
Żywo interesował się i wspierał działalność różnorodnych organizacji i stowarzyszeń działających w Bydgoszczy. Poparł inicjatywę Witolda Bełzy dotyczącą powołania Towarzystwa Miłośników Miasta Bydgoszczy, a po utworzeniu go w lutym 1923 został jego pierwszym prezesem (1923-1925). W latach 1925–1927 wchodził w skład Komitetu Honorowego Budowy Pomnika Henryka Sienkiewicza w Bydgoszczy (pomnik odsłonięto w lipcu 1927 przy udziale prezydenta Ignacego Mościckiego).
Mocno związany z Bydgoszczą nie stronił od ofiar na rzecz miasta. Przekazywał książki Bibliotece Miejskiej, w 1924 ufundował witraż w nowo wzniesionym kościele św. Stanisława na Siernieczku, a w 1925 ofiarował bydgoskiej farze antepedium ołtarza głównego.
Jego działalność w Bydgoszczy nie zawsze spotykała się ze zrozumieniem i życzliwością. Niejednokrotnie atakowano jego decyzje na posiedzeniach Rady Miejskiej i w lokalnej prasie. Przeciwnicy prezydenta rekrutowali się głównie spośród bydgoskich socjalistów i narodowych demokratów. W 1925 Rada Miejska wycofała swoje wotum zaufania i żądała dochodzenia dyscyplinarnego przeciw prezydentowi. Rozpętana przeciw niemu kampania, w której nie brakowało pomówień, a nawet oszczerstw, wywoływała sprzeciw ze strony niektórych czołowych bydgoskich działaczy społecznych.
Bój polityczny o jego usunięcie ze stanowiska zakończył się powodzeniem w listopadzie 1930, kiedy został zawieszony w czynnościach prezydenta. Jego obowiązki przejął dotychczasowy wiceprezydent, skarbnik miasta Tadeusz Chmielarski.

### Działalność w Poznaniu
W końcu 1930 przeniósł się do Poznania i otworzył kancelarię adwokacką. Równocześnie rozwinął działalność w organizacjach byłych powstańców wielkopolskich. Był jednym z organizatorów Związku Powstańców i Wojaków w Poznaniu, w którym pełnił funkcję prezesa. W styczniu 1938 został wybrany do Zarządu Głównego Związku Powstańców Wielkopolskich. W latach 1930–1939 opublikował też wiele wartościowych artykułów i wspomnień dotyczących powstania wielkopolskiego, głównie na łamach Kroniki Gostyńskiej.

### II wojna światowa
1 września 1939 w wyniku reorganizacji dowodzenia w Poznańskiej Brygadzie Obrony Narodowej objął dowództwo pułku, w skład którego weszły trzy bataliony ON: Poznański I, Poznański II i Szamotulski. Uczestniczył w kampanii wrześniowej 1939, m.in. w walkach odwrotowych i osłonowych w bitwie nad Bzurą. Po klęsce wrześniowej został osadzony w obozie jenieckim.
Zmarł 18 grudnia 1941 w oflagu w Neubrandenburgu.

### Rodzina
Bernard Śliwiński od 1922 był żonaty z Marią z Ciechowiczów. Miał dwóch synów: Romana Mariana (ur. 1928) i Tomasza Augustyna (ur. 1930).

### Awanse służbowe
w armii niemieckiej
- podporucznik – 1908

w armii wielkopolskiej
- porucznik – styczeń 1919
- kapitan – marzec 1919
- major – czerwiec 1919

w armii polskiej
- podpułkownik – 1 kwietnia 1920

W 1922 został zweryfikowany ze starszeństwem z 1 czerwca 1919. W 1924 figurował, jako podpułkownik rezerwy 60 pp z 29. lokatą wśród oficerów rezerwy piechoty. Dziesięć lat później był sklasyfikowany z 10 lokatą. Pozostawał na ewidencji Powiatowej Komendy Uzupełnień Poznań Miasto z przydziałem mobilizacyjnym do Oficerskiej Kadry Okręgowej Nr VII.

## Ordery i odznaczenia
- Krzyż Srebrny Orderu Wojskowego Virtuti Militari – 8 kwietnia 1921 „za walki z niemcami w Poznańskiem"[1][2]
- Krzyż Niepodległości z Mieczami
- Krzyż Walecznych (1921)[3]
- Złoty Krzyż Zasługi
- Legia Honorowa